# Coupe des clubs champions africains 1972
Navigation
Édition précédente Édition suivante
La Coupe des clubs champions africains 1972 est la huitième édition de la Coupe des clubs champions africains. Le club vainqueur de la compétition est désigné champion d'Afrique des clubs 1972. Vingt-cinq formations sont engagées dans la compétition. À noter que le tirage au sort en cas d'égalité n'est plus utilisé; si deux formations marquent le même nombre de buts sur l'ensemble des deux rencontres, une séance de tirs au but est jouée (la règle des buts marqués à l'extérieur n'est pas appliquée).
C'est le club guinéen du Hafia FC qui remporte cette édition après avoir battu les Ougandais de Simba FC, en finale. Il s'agit du premier titre continental pour le football guinéen. Quant à Simba FC, il réussit un exploit qui ne sera renouvelé qu'en 1991 avec la finale de Villa SC.

## Premier tour
| Équipe 1         | Résultat | Équipe 2                     | Aller | Retour |
| ---------------- | -------- | ---------------------------- | ----- | ------ |
| Aigle Nkongsamba | 3 - 2    | Olympic Real de Bangui       | 3 - 1 | 0 - 1  |
| ASFA Ouagadougou | 1 - 4    | Djoliba AC                   | 1 - 3 | 0 - 1  |
| Majantja FC      | 2 - 11   | Kabwe Warriors               | 2 - 2 | 0 - 9  |
| Saint-George SA  | 4 - 2    | Lavori Publici               | 3 - 1 | 1 - 1  |
| TP Mazembe       | 3 - 1    | AS Police                    | 2 - 0 | 1 - 1  |
| AS Saint Michel  | 2 - 1    | Young Africans               | 2 - 0 | 0 - 1  |
| Hafia FC         | 5 - 2    | ASFAN Niamey                 | 4 - 1 | 1 - 1  |
| ASFA Dakar       | 6 - 2    | AS Cotonou                   | 3 - 0 | 3 - 2  |
| Hearts of Oak    | -        | Abaluhya United forfait      | -     | -      |
| Al-Ahly SC       | -        | Al Merreikh Omdurman forfait | -     | -      |

## Deuxième tour
| Équipe 1              | Résultat      | Équipe 2         | Aller | Retour |
| --------------------- | ------------- | ---------------- | ----- | ------ |
| Dynamic Togolais      | 4 - 5         | Aigle Nkongsamba | 1 - 1 | 3 - 4  |
| Ismaily Sporting Club | 2 - 2 3-4 tab | Al Ahly Tripoli  | 0 - 1 | 2 - 1  |
| Simba FC              | 5 - 1         | Saint-George SA  | 4 - 0 | 1 - 1  |
| Africa Sports         | 3 - 7         | TP Mazembe       | 1 - 2 | 2 - 5  |
| Kabwe Warriors        | 5 - 1         | AS Saint Michel  | 2 - 1 | 3 - 0  |
| Canon YaoundéT        | 4 - 6         | Hafia FC         | 3 - 2 | 1 - 4  |
| abandonASFA Dakar     | 2 - 2         | Djoliba AC       | 2 - 0 | 0 - 2  |
| WNDC Ibadan           | 1 - 3         | Hearts of Oak    | 1 - 0 | 0 - 3  |

## Quarts de finale
| Équipe 1        | Résultat | Équipe 2         | Aller | Retour |
| --------------- | -------- | ---------------- | ----- | ------ |
| TP Mazembe      | 6 - 2    | Aigle Nkongsamba | 4 - 1 | 2 - 1  |
| Hafia FC        | 4 - 2    | Djoliba AC       | 3 - 0 | 1 - 2  |
| Hearts of Oak   | 8 - 4    | Kabwe Warriors   | 7 - 2 | 1 - 2  |
| Al Ahly Tripoli | 1 - 4    | Simba FC         | 1 - 1 | 0 - 3  |

## Demi-finales
| Équipe 1           | Résultat | Équipe 2 | Aller | Retour |
| ------------------ | -------- | -------- | ----- | ------ |
| abandon TP Mazembe | -        | Hafia FC | 3 - 2 | -      |
| Hearts of Oak      | 1 - 2    | Simba FC | 1 - 1 | 0 - 1  |

## Finales
| 10 décembre 1972 | Hafia FC                                                                 | 4 - 2 | Simba FC                 | Stade du 28-septembre, Conakry |  |
|                  | Petit Sory 19e · Chérif Souleymane 35e · Buteur inconnu · Aliou N'Jo Léa |       | Wandera · Buteur inconnu |                                |  |

| 22 décembre 1972 | Simba FC                | 2 - 3 | Hafia FC                                                            | Stade Nakivubo, Kampala |  |
|                  | Wasswa 74e · Sukuma 88e |       | 67e Chérif Souleymane · 69e Thiam Ousmane Tolo · 76e Aliou N'Jo Léa |                         |  |

| Coupe des clubs champions africains Vainqueur 1972 |
| -------------------------------------------------- |
| Hafia FC                                           |